# 中島国男
中島 国男 （なかじま くにお、1905年（明治38年）6月13日 - 1985年（昭和60年）9月24日）は、日本の教育者、地方政治家。幕別町名誉町民。栄典は正六位・勲五等双光旭日章。北海道中川郡幕別町町長を7期28年間歴任した。

## 略歴
1905年（明治38年）6月13日に、北海道上川郡当麻村字宇園別一、父：中島岩蔵（岐阜県本巣郡土貴野村出身）、母：中島かん（岐阜県本巣郡土貴野村出身）の長男として生まれた。
父：岩蔵は農業を経営しながら当麻村議会議員、当麻村消防団長を務め、さらに中央乗合自動車株式会社取締役を兼ね、昭和2年には、十勝止若支社（道東バスの前身）を設立（帯広－止若－池田間運行）、また1930年（昭和5年）に名寄支社を設立した。また、母：かんは岩蔵を助けながら荒物雑貨商を営んでいた。
国男は、1911年（明治44年）4月、宇園別尋常小学校に入学、卒業後、永山村永山尋常高等小学校に入学し、1919年（大正8年）3月に同校を卒業した。その後二年間、家の農業に従事したが1921年（大正10年）4月、北海道庁立空知農業学校（現：北海道岩見沢農業高等学校）に入学、1924年（大正13年）3月に同校を卒業し、北海道庁立実業補習学校教員養成所（後の北海道教育大学の母体の一つ）に入学。翌年卒業し、5月に中川郡白人実業補習学校助教諭となった。
戦後の1947年（昭和22年）、幕別青年学校長から公選初の幕別町長選に出馬し当選。以後、1975年（昭和50年）に退任するまで、十勝管内最多の28年間町長を務め、町の発展に務めた。福祉政策にも力を入れ、1970年には十勝管内で唯一の不自由児通園施設「十勝愛育園」（2006年度閉鎖）を幕別町に開設した。1976年8月、名誉町民の称号を贈られた。
1985年に亡くなる。80歳没。

## 教員時代
- 1924年（大正13年）4月、北海道庁立実業補習学校教員養成所に入学し、翌1925年（大正14年）3月に卒業し、小学校専科正教員免許を取得した。
- 1925年（大正14年）5月。中川郡白人実業補習学校助教諭。
- 1933年（昭和8年）9月、白人実科農業学校教諭。
- 1935年（昭和10年）4月、北海道公立青年学校（幕別村白人青年学校）教諭。
- 1938年（昭和13年）10月、北海道庁帯広中学校作業科教諭。
- 1939年（昭和14年）5月、興亜青年報告隊十勝・帯広・宗谷・北見隊隊長
- 1944年（昭和19年）4月、北海道公立青年学校長（幕別町白人青年学校長）
- 1946年（昭和21年）4月、幕別村立幕別青年学校長

## 町長時代
- 第1期：1947年（昭和22年）～1951年（昭和26年）
- 第2期：1951年（昭和26年）～1955年（昭和30年）
- 1954年（昭和29年）8月17日PM12:37　幕別駅にて昭和天皇全国巡幸：奉迎
- 第3期：1955年（昭和30年）～1959年（昭和34年）
- 第4期：1959年（昭和34年）～1963年（昭和38年）
- 第5期：1963年（昭和38年）～1967年（昭和42年）
- 第6期：1967年（昭和42年）～1971年（昭和46年）
- 第7期：1971年（昭和46年）～1975年（昭和50年）

## 役職歴
- 十勝町村会会長
- 北海道町村会副会長
- 北海道国鉄自動車協力会長
- 帯広地区防犯協会連合会長
- 北海道道東工業自動車（株）取締役会長
- 北海道道東バス（株）取締役会長
- 道東自動車工業（株）取締役会長

他多数　

## 賞
- 勲五等双光旭日章
- 幕別町名誉町民
- 北海道教育功績者表彰
- 正六位

： 他多数